# Christian Kabasele
Christian Kabasele (* 24. Februar 1991 in Lubumbashi, Zaire, heute Demokratische Republik Kongo) ist ein belgischer Fußballspieler kongolesischer Herkunft. Der Innenverteidiger steht seit Sommer 2023 bei Udinese Calcio unter Vertrag.

## Karriere

### Vereine
Kabasele spielte in seiner Jugend für den RFC Chaudfontaine und die KAS Eupen. Dort rückte er zur Saison 2008/09 zur ersten Mannschaft auf und kam in der Spielzeit dreimal in der Zweiten Division zum Einsatz. In der Saison 2009/10 spielte er einmal und stieg mit der Mannschaft nach erfolgreichen Playoffs in die Pro League auf. Nachdem er dort in der Hinrunde dreimal zum Einsatz gekommen war, wurde er im Januar 2011 bis Saisonende an den KV Mechelen verliehen. Am 8. April 2011 erzielte Kabasele beim 2:1-Auswärtssieg gegen den Lierse SK sein erstes Tor im Profifußball. Nach Saisonende wechselte er zu Ludogorez Rasgrad in die bulgarische A Grupa. Dort kam er zu elf Ligaeinsätzen und gewann mit dem Verein die Meisterschaft sowie den bulgarischen Pokal. Zur neuen Spielzeit kehrte Kabasele nach Eupen zurück und etablierte sich in der Zweiten Division als Stammspieler. Ab der Saison 2014/15 spielte er zwei Jahre für den Erstligisten KRC Genk und kam für diesen in 76 Ligaspielen zum Einsatz.
Zur Saison 2016/17 wechselte Kabasele zum englischen Erstligisten FC Watford, bei dem er einen Fünfjahresvertrag unterschrieb.
Nach 7 Jahren in England wechselte er im Sommer 2023 nach Italien zu Udinese Calcio.

### Nationalmannschaft
Kabasele absolvierte am 8. April 2009 beim 3:1-Sieg in Österreich ein Spiel für die U18-Auswahl des belgischen Fußballverbandes. Für die U19-Nationalmannschaft kam er zu zehn Einsätzen, dabei erzielte er gegen Kasachstan (4:0) am 15. November 2009 und gegen Luxemburg (4:2) am 20. April 2010 jeweils einen Doppelpack. Für die U20 spielte er am 31. März 2010 einmal gegen Malta (1:0). Für die U21-Auswahl kam er am 28. März 2011 bei der 0:1-Niederlage gegen Griechenland ebenfalls zu einem Einsatz.
Für die Europameisterschaft 2016 in Frankreich wurde Kabasele von Nationaltrainer Marc Wilmots in den belgischen A-Nationalmannschaftskader berufen, ohne zuvor ein Länderspiel bestritten zu haben. Im Turnier wurde Kabasele als einziger belgischer Feldspieler nicht eingesetzt. Sein A-Länderspieldebüt gab er am 9. November 2016 beim 1:1 gegen die Niederlande. Knapp ein Jahr später folgte dann sein zweiter und bisher letzter Einsatz im Testspiel gegen Japan (1:0).

## Erfolge
KAS Eupen
- Aufstieg in die Division 1A: 2010

Ludogorez Rasgrad
- Bulgarischer Meister: 2012
- Bulgarischer Pokalsieger: 2012